# Gamla Munksnäs
Gamla Munksnäs (fi. Vanha Munkkiniemi) är en del av Munksnäs distrikt i Helsingfors stad. 
Gamla Munksnäs är en mycket eftertraktad stadsdel vid havet, vilket också syns i bostädernas priser. Munksnäs sandstrand, samt Munkparken hör till populära tillhåll utomhus. Dessutom kommer man via lättrafikleder över broar mot Alberga eller Otnäs i Esbo. 

## Historia
För en mera deltaljerad historiebeskrivning, se historieavsnittet i artikeln Munksnäs.
Stadsplanen i Gamla Munksnäs härstammar från Eliel Saarinens Munksnäs-Haga stadsplan från år 1915. Vid Bredvikens strand finns det några hus som ritats av Saarinen och bland dem kan nämnas Finlands första radhus som finns vid Holländarvägen. Den största delen av byggnaderna i Gamla Munksnäs härstammar ändå från 1930-1950-talen. Också Alvar Aalto har planerat byggnader i Gamla Munksnäs, där arkitekten själv bodde. 

## Externa länkar

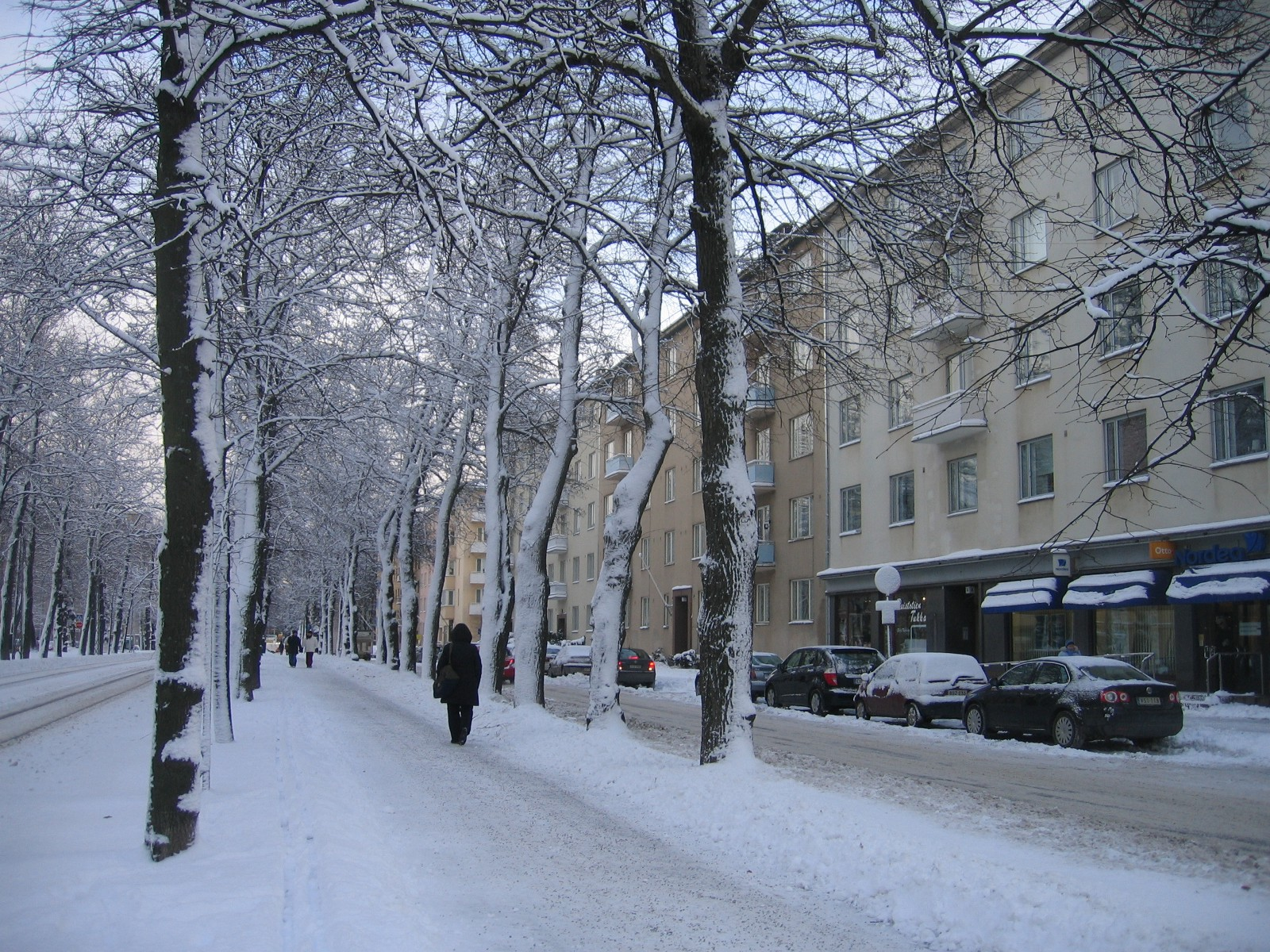
Munksnäs allé på vintern
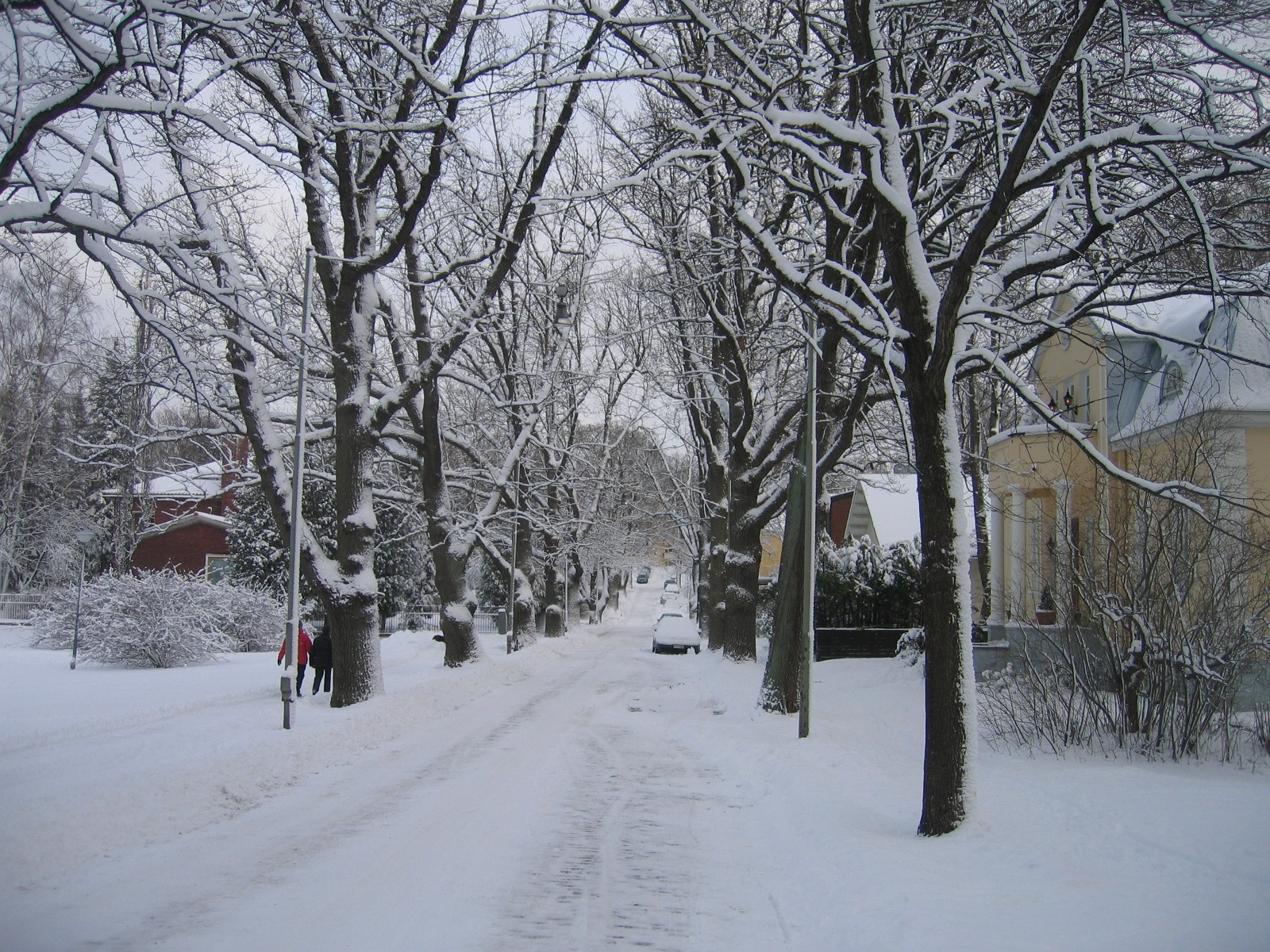
Ekallén
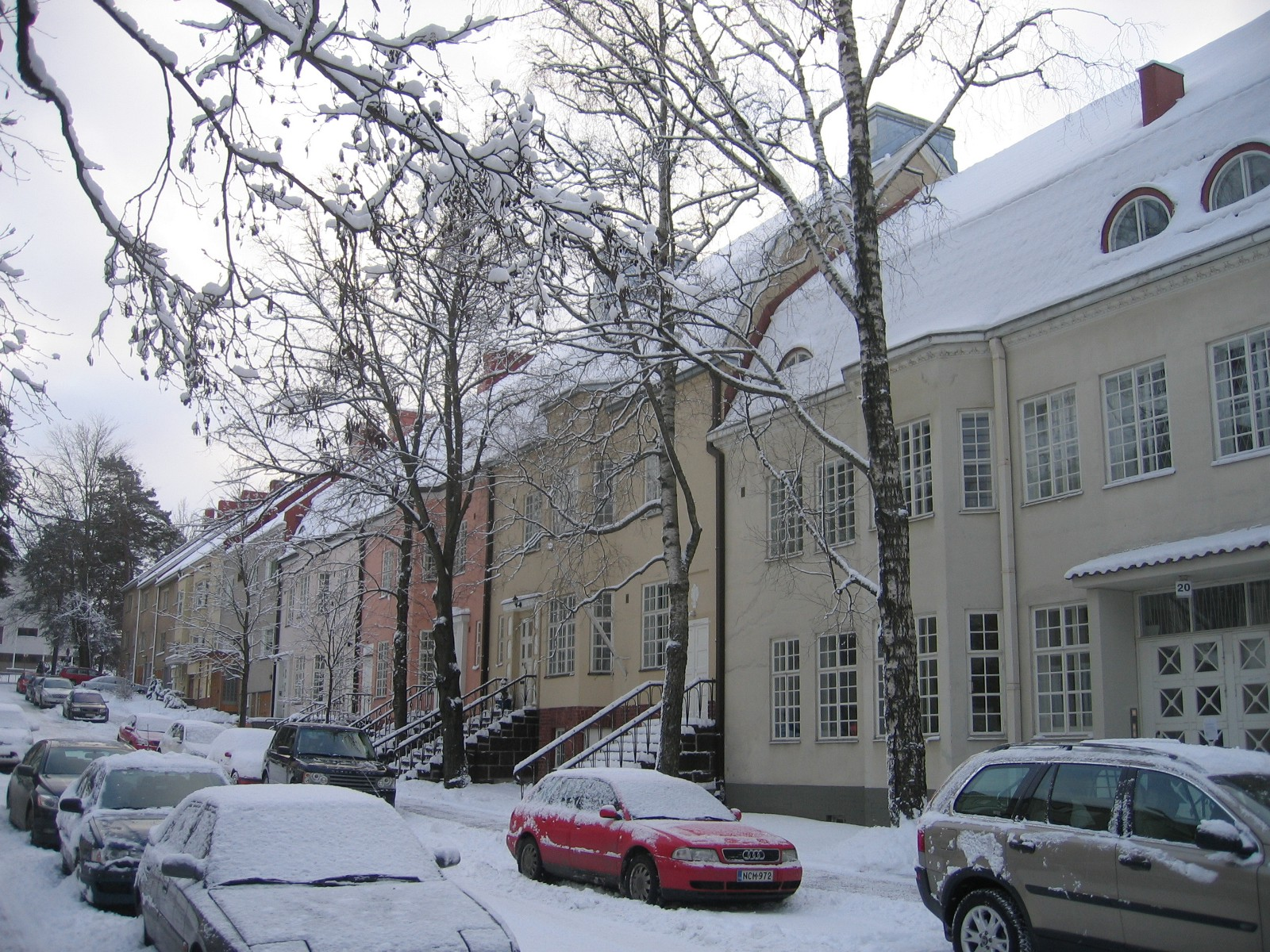
Finlands första radhus på Holländarvägen
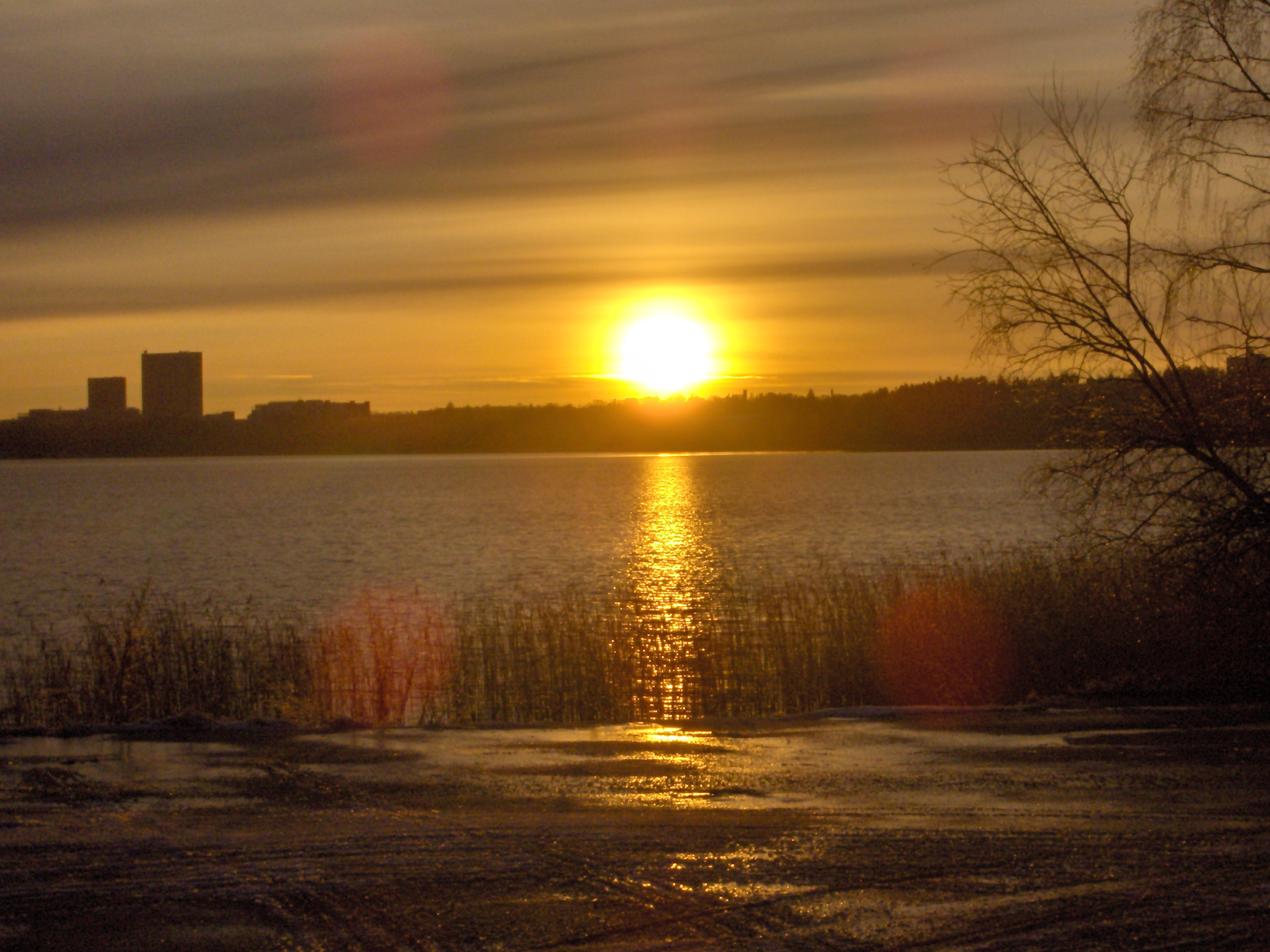
Stranden i Munksnäs med utsikt mot kontoren i Kägeludden